# Fairfield Shipbuilding and Engineering Company

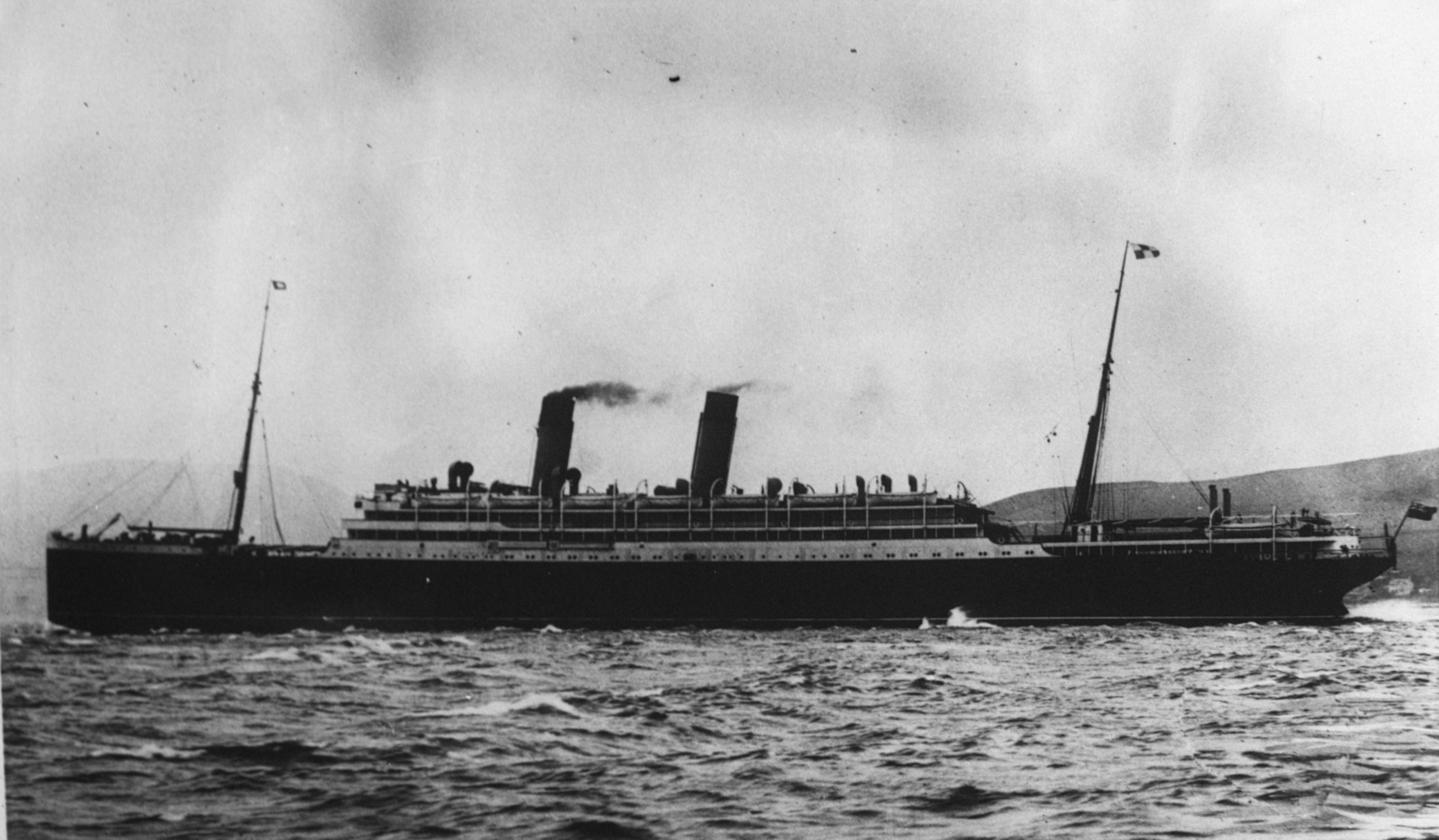
LEmpress of Ireland, l'un des navires construits par la compagnie.

La Fairfield Shipbuilding and Engineering Company, Limited, ou simplement Fairfields, était une compagnie de construction navale britannique fondée en 1834 et basée à Govan (Glasgow). Elle était un grand constructeur de navires de guerre, ayant produit plusieurs bâtiments pour la Royal Navy et d'autres corps de marine durant la Première et la Seconde Guerre mondiale. Elle a construit également plusieurs paquebots transatlantiques, notamment pour la Cunard Line et la Canadian Pacific Steamship Company.
En 1968, la compagnie devient une partie de la Upper Clyde Shipbuilders.